# Berkowski (miejscowość)
Berkowski (bułg. Берковски) – wieś w Bułgarii, w obwodzie Tyrgowiszte, w gminie Popowo. W 2024 roku liczyła 103 mieszkańców.